# Deutsche Meisterschaften 1947
Als Deutsche Meisterschaft(en) 1947 oder DM 1947 bezeichnet man folgende Deutsche Meisterschaften, die im Jahr 1947 stattgefunden haben: 
- Deutsche Feldhandball-Meisterschaft 1947 – Offene Meisterschaft der Britischen Besatzungszone
- Deutsche Fünfkampf-Meisterschaft 1947
- Deutsche Leichtathletik-Meisterschaften 1947
- Deutsche Meisterschaften im Bahnradsport der Amateure 1947
- Deutsche Schwimmmeisterschaften 1947
- Deutsches Meisterschaftsrudern 1947

Siehe auch:
- Meisterschaften der Ostzone im Bahnradsport 1947
- Ostzonen-Einzelmeisterschaft im Schach 1947